# Constance van Aragón (1179-1222)
Constance van Aragon (Barcelona, 1179 — Catanië, 23 juni 1222) was een prinses van Aragon; zij werd in een eerste huwelijk koningin-gemalin van Hongarije en in een tweede huwelijk koningin-gemalin van Sicilië, Napels en Jeruzalem alsook keizerin-gemalin van het Rooms-Duitse Rijk. Zij had in elk huwelijk een zoon: Ladislaus III van Hongarije en Hendrik van Zwaben.

## Barcelona
Constance was een dochter van koning Alfons II van Aragón, graaf van Barcelona en van de Provence, en Sancha van Castilië-Aragon. Na bemiddeling van paus Innocentius III huwde Constance met de koning van Hongarije, Emmerik in 1199. De paus hield zich persoonlijk bezig met het koninkrijk Hongarije.

## Boeda
In 1200 werd hun enig kind geboren: Ladislaus III. Onverwacht overleed haar man Emmerik in 1204. Onder het regentschap van Andreas, die regent was voor de jonge koning Ladislaus III, werd de situatie voor hen onhoudbaar in Boeda. Ladislaus en Constance werden er eigenlijk gevangen gehouden. Zij vluchtten naar Wenen nog hetzelfde jaar.

## Wenen
In Wenen ontving hertog Leopold VI van Oostenrijk moeder en zoon (1204). Haar zoontje overleed er plots in 1205. Constance regelde de begrafenis in de Hongaarse koninklijke begraafplaats Székesfehérvár, zonder zelf aanwezig te zijn. Leopold zorgde ervoor dat Constance kon terugkeren naar haar thuisland Aragon.

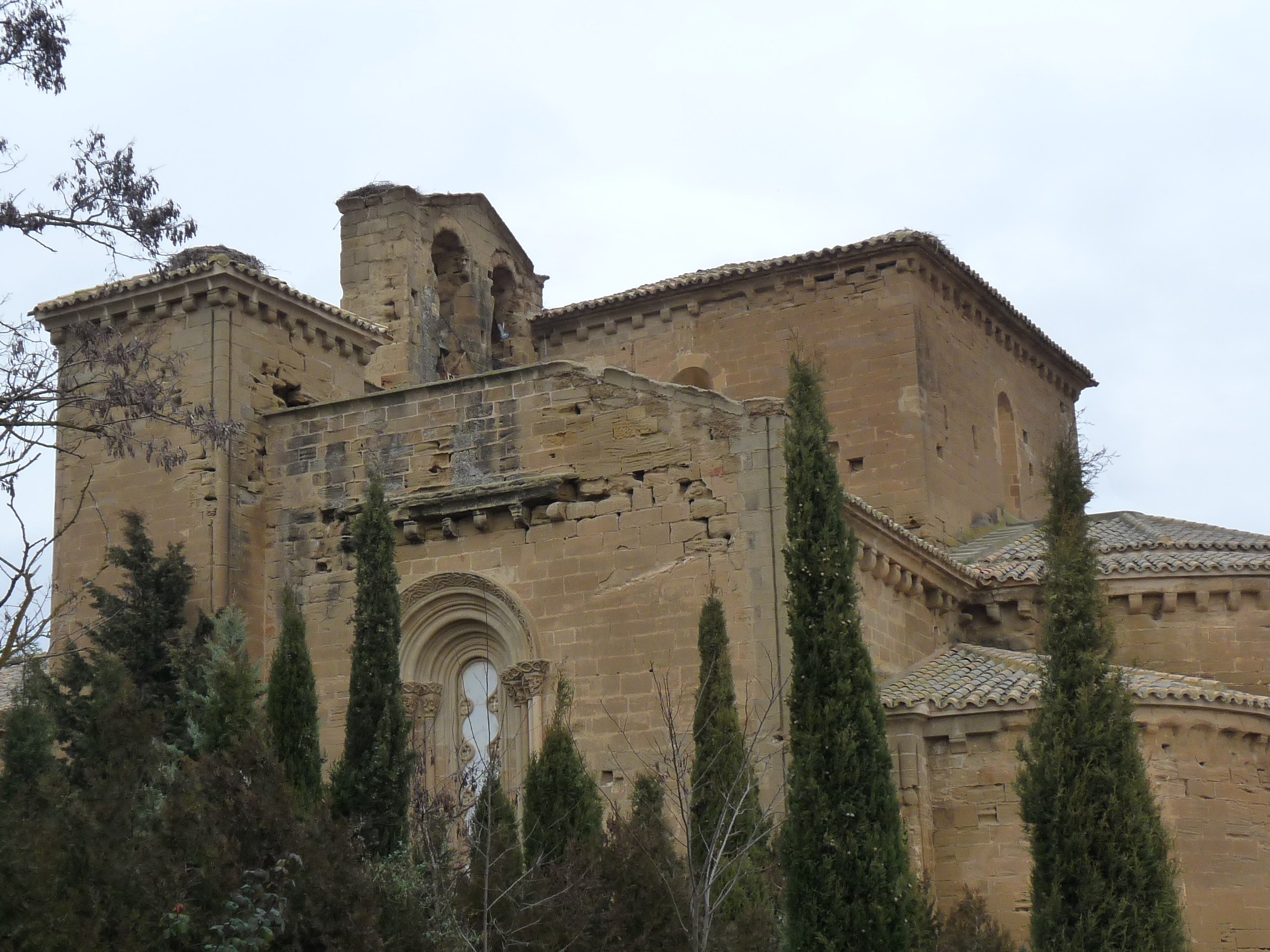
Klooster van Sigena in Aragon

## Sigena
In Aragon verbleef ze meerdere jaren (1205-1209) in het klooster van Villanueva de Sigena, waar haar moeder-weduwe abdis was. Pauselijke gezanten van Innocentius III zochten Constance op om haar opnieuw te doen huwen, ditmaal met de jonge koning van Sicilië, Frederik van Hohenstaufen. Deze jongen was een beschermeling onder voogdij van de paus, want de paus wou hoe dan ook de macht van de Hohenstaufen breken in Italië.

## Messina
In 1209 huwde Constance, bijna 30 jaar oud, met Frederik, vijftien jaar oud en koning van Sicilië. Het huwelijk vond plaats in Messina. Constance werd koningin-gemalin van Sicilië en kreeg de hiermee gepaard gaande titels van koningin van Napels en Jeruzalem. Van alle Siciliaanse paleizen verbleef Constance het liefst in Messina. In 1211 werd hun enig kind Hendrik van Hohenstaufen geboren, die later hertog van Zwaben zou worden. In 1212 kroonde Frederik zijn zoon Hendrik tot nieuwe koning van Sicilië en werd Constance de regentes. Onmiddellijk nadien verliet Frederik Sicilië om, op vraag van paus Innocentius III, orde op zaken te stellen als de nieuwe Duitse koning. Eind 1212 werd Frederik in Mainz tot Rooms-Duitse koning verkozen en gekroond. Constance hield zich bezig met de abdijen op Sicilië (1212-1216), in afwezigheid van haar man. Frederiks macht in het Rooms-Duitse rijk groeide intussen; de tegenkeizer Otto werd verslagen bij Bouvines (1214) door Frederiks bondgenoot, de Franse koning Filips Augustus; Frederik liet zich een tweede maal tot Duitse koning kronen, ditmaal in Aken (1215); het Vierde Lateraans concilie gaf Frederik definitief de Duitse koningskroon (en niet Otto). Constance kon als Duitse koningin Sicilië verlaten en reisde via Verona naar Heidelberg, naar haar man (1216).

## Heidelberg
Van 1216 tot 1220 verbleef Constance met haar man Frederik in het Rooms-Duitse rijk. Zij begeleidde haar man op zijn reizen naar Duitse vorsten, zo veel als mogelijk. Zij verbleef in Heidelberg.

## Rome
In 1220 kroonde paus Honorius III Frederik en Constance tot keizer en keizerin-gemalin van het Rooms-Duitse Rijk. In de 100 jaren nadien zou er geen keizerskroning meer in Rome plaatsvinden. Frederik en Constance reisden verder zuidwaarts.

## Capua
In 1221 verbleef het koppel in Capua; Constance keerde nog hetzelfde jaar terug naar Sicilië. Het koppel zou elkaar nooit meer weerzien.

## Palermo

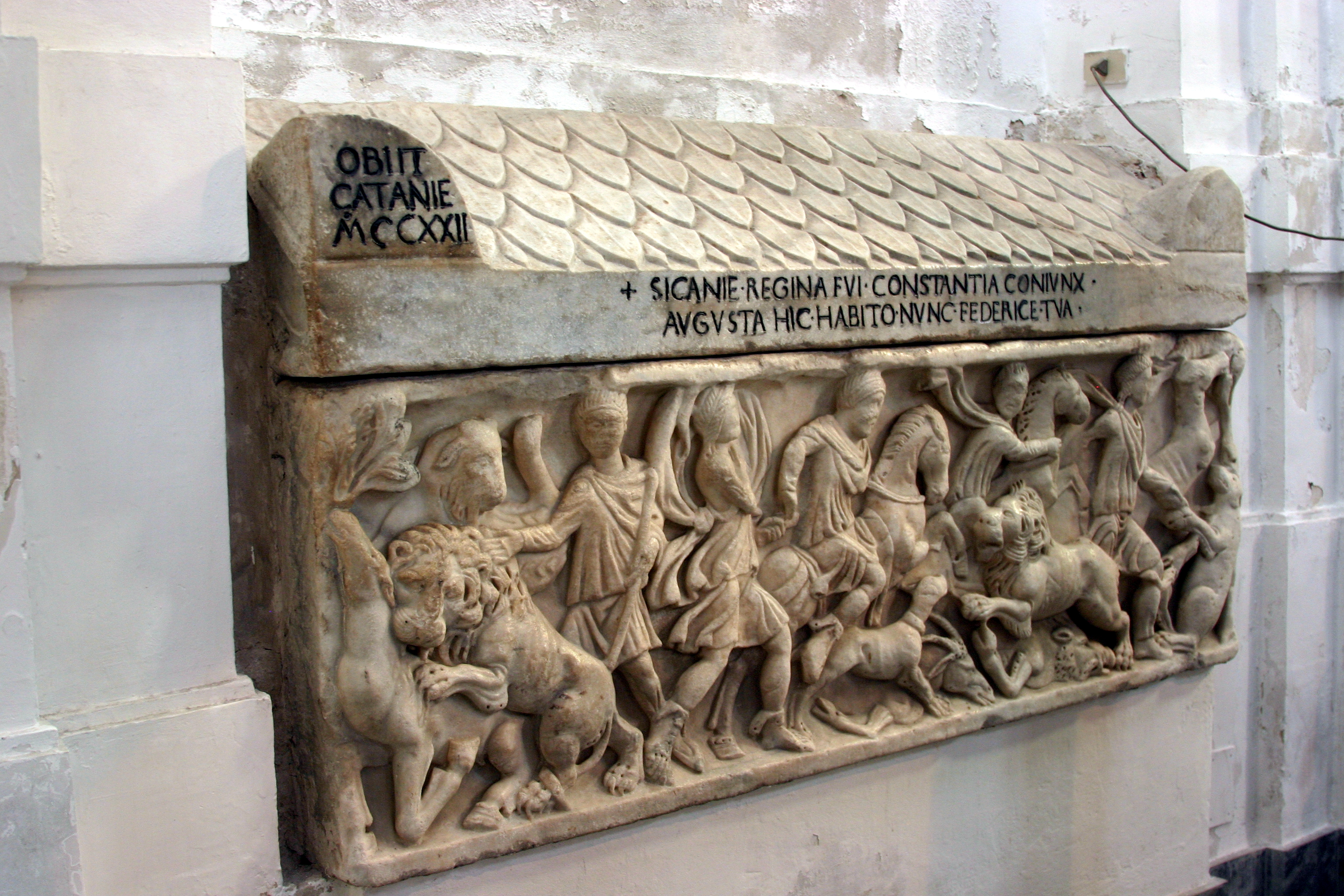
Romeinse graftombe hergebruikt voor Constance

In 1222 stierf Constance in Catanië. Frederik had het druk met een oorlog tegen de Saracenen. Hij liet in de kathedraal van Palermo een Romeinse marmeren graftombe hergebruiken voor Constance en legde er een Byzantijnse koningskroon in, als teken van respect.

## Externe bron
- Dizionario Biografico

- Biblioteca Nacional de España: XX5467072
- Gemeinsame Normdatei: 136421490
- International Standard Name Identifier: 0000 0000 9722 4510
- Nationale Bibliotheek van Tsjechië: mzk2011622114
- Virtual International Authority File: 80767804
- WorldCat: E39PBJxRwTpBtMMcF7W8tYgxjC